# Allenhurst (Georgia)
Allenhurst – miasto w Stanach Zjednoczonych, w stanie Georgia, w hrabstwie Liberty.